# ميجر سي. ميد
ميجر سي. ميد هو سياسي أمريكي، (و. 1858 – 1925 م). نشط حزبياً في الحزب الديمقراطي. وقد انتخب عضو مجلس ولاية ويسكونسن ‏.